# 好想大聲說出心底的話。
《好想大聲說出心底的話。》（日语：心が叫びたがってるんだ，其他譯名：心靈想要大聲呼喊、想從心底呼喊、好想說出心裡的話），副標題「Beautiful Word Beautiful World」，2015年9月19日於電影院上映。

## 製作
本作由Aniplex和noitaminA聯合企劃，是日本原創動畫《我們仍未知道那天所看見的花名。》（未聞花名）的製作團隊推出的作品。2014年8月31日，在秩父市舉辦的「未聞花名夏之祭典」中，在宣布ANOHANA PROJECT正式完結後，製作團隊發表了原班人馬再集結，完全新作「青春群像劇第二彈」將以劇場版形式於2015年公開決定的消息！12月3日《未聞花名》官網公開了新作正式名稱：《好想大聲說出心底的話。》。2015年1月22日，官方於noitaminA播放了首彈TVCM，並放出宣傳語：「全日本為之哭泣的那份感動再次降臨」，同時開放了本作的官方網站。本作將繼續由《未聞花名》原團隊打造，監督為長井龍雪、岡田麿里執筆腳本、人設擔當為田中將賀，A-1 Pictures動畫製作，於2015年9月19日上映。
本次的故事以「語言的力量」為主軸，主角們各自懷抱著煩惱、悲傷的過去、封閉的內心與種種難言之隱，本來應該沒什麼深交的他們，卻因為被選為地域交流會的實行委員而變得密切相關。因為即將舉辦的音樂劇，「封印言語」的女主角 成瀬順 和其他人都漸漸改變了，而隱藏在心底的話語，也似乎越發不可按捺──

## 劇情
成瀨順小時候因為不經意間說出某些話，被父親指責導致家庭分裂，因此感到自責，不久後她遇見了突然出現的「蛋之妖精」，妖精告訴她如果再任意說話，她的人生會變得一團亂。因此施加了一說話就會肚子痛的詛咒，讓她再也沒有辦法說話。
此後，她與其他人的溝通只是通過手機郵件進行。升上高中二年級後，順在某天被班導任命為「地域溝通交流會」的實行委員，班導希望在交流會上表演音樂劇……

## 角色

### 楊羽高中2年2班

#### 「地域溝通交流會」委員
成瀨順（聲：水瀨祈，演：芳根京子／香港配音 ： 顧詠雪）
本作女主角。封印話語的少女，就讀楊羽高中2年2班。
幼時開朗多話的順，嚮往山上的一間城堡(實為愛情旅館)，總是幻想著自己能和心目中的王子一同參加舞會，後在那看到父親外遇，但此時的順還不知道事情的嚴重性，只是天真的以為爸爸是王子。回到家時告訴了母親，導致家庭分裂，後遇到蛋之妖精：蛋(日語：玉子)，讓其封印了自己說話的能力。之後只要說話就會肚子痛。也從此變成了一個無話且無存在感的女孩。
而後被選上地域溝通交流會委員的其中一人。同時也是音樂劇的編劇。一次與坂上拓實交談後告訴了他自己只要說話就會肚子痛的緣由，坂上拓實提出了:「想說出的心底話，用唱的就可以了吧?」這個理論，後由順證實這方法真的有效。後在班主任的提議下與其餘三人討論決定舉辦音樂劇。雖然過程中遭遇許多波折，但因為有大家的幫助以及順自己的勇敢突破，計畫還是順利的往前邁進。
音樂劇前夕，因被拜託幫忙拿書包而離開準備場地，不小心聽到了拓實和菜月類似告白宣言的對話，驚慌之下逃離了學校，只留下「我突然有急事，先走了」的字條。路上再遇蛋，向蛋抱怨自己明明沒有說話為甚麼還是會腹痛?蛋說心裡吐露的話也算，後跑到了山上的愛情旅館躲起來，詛咒也失效。
音樂劇當天，拓實向大家請求由自己去尋找順，被找到後向拓實告白，但被以「對不起，我有喜歡的人了」的理由拒絕，卻還是笑著欣然接受。在音樂劇剩下最後一部分「少女內心的歌聲」時邊唱歌邊進場走向舞台。
音樂劇結束後被田崎大樹告白，後續不明。
坂上拓實（聲：内山昂輝，演：中島健人／香港配音 ： 張振熙）
本作男主角。不吐露真心話的影薄少年，就讀楊羽高中2年2班。被班主任選上地域溝通交流會委員的其中一人。
雙親離婚，母親離家，父親則忙於工作，所以由爺爺奶奶照顧著。因為父親先前很喜歡音樂的原因，所以學會彈鋼琴。一次與成瀨順交談後得知了順只要說話就會腹痛的緣由，間接得到了順的信箱地址，聽了順陳述的事實之後提出了:「想說出的心底話，用唱的就可以了吧?」這個理論，後由順證實這方法真的有效。後在班主任的提議下與其餘三人討論決定舉辦音樂劇。
在國中時期曾與仁藤菜月交往過，但雙方連手都沒牽過，甚至不知道對方的郵件地址。
音樂劇前夕，因被拜託幫忙拿東西回教室而和菜月一同離開準備場地，不小心被順聽到了和菜月類似告白宣言的對話，自己卻毫無知覺。音樂劇當天，因為順的突然消失而感到不解和氣憤，卻還是請求大家讓自己去尋找順。在山上的愛情旅館找到順之後被其告白，但以「對不起，我有喜歡的人了」的理由拒絕，並帶著順回到了學校。在音樂劇剩下最後一部分「少女內心的歌聲」時帶著順回到會場。
音樂劇結束後似乎要向菜月告白，但菜月說現在不要，之後她會好好回答拓實。
仁藤菜月（聲：雨宮天，演：石井杏奈／香港配音 ： 王慧珠）
本作第二女主角,為戀愛而煩惱的啦啦隊社的優等生，楊羽高中2年2班，被班主任選上地域溝通交流會委員的其中一人。
在國中時期曾與坂上拓實交往過，但雙方連手都沒牽過，甚至不知道對方的郵件地址。
音樂劇前夕，因被拜託幫忙拿東西回教室而和拓實一同離開準備場地，不小心被順聽到了和拓實類似告白宣言的對話，似乎有因順發出聲響而查覺到。音樂劇當天，因為順的突然消失而更確定順聽到了昨日兩人的對話，並推測可能是因為此事順才會不見人影。因為順的舞是菜月排的，於是代替順出演女孩。在音樂劇剩下最後一部分「少女內心的歌聲」時和順一起站在台上，變成有２個女孩的場景。
音樂劇結束後似乎要被拓實告白，但拒絕說現在不要，之後她會好好回答拓實。
田崎大樹（聲：細谷佳正，演：寛一郎／香港配音：李家傑）
本作第二男主,原棒球社王牌，楊羽高中2年2班，被班主任選上地域溝通交流會委員的其中一人。眼神看起來像壞人，說出來的話也較粗俗，但其實個性直率，人並不壞。
但在甲子園出場前一步因手肘受傷只能靜養，在作品前半段都只能吊著三角巾，也因夢想破滅而自甘墮落。雖然受傷但還是會在社團露個臉，並對社團學弟們嚴格的指導，造成學弟們心裡很不平衡。後來喜歡成瀨順。
音樂劇結束後向成瀨順告白，後續不明。

#### 主要角色的好友
三嶋樹（聲：村田太志；演：西山潤／香港配音 ： 陳旭恒）
2年2班學生，棒球隊隊長。大樹的摯友，與陽子為交往關係。
宇野陽子（聲：高橋李依；演：萩原農）
2年2班學生，啦啦隊的人員。與三嶋為交往關係。
江田明日香（聲：石上静香；演：金澤美穗）
2年2班學生，啦啦隊的人員。
相澤基紀（聲：大山鎬則；演：上川周作／香港配音 ： 袁德基）
2年2班學生，DTM研究會所属。
岩木壽則（聲：古川慎；演：川村亮介／香港配音 ： 梁皓翔）
2年2班學生，DTM研究會所属。

#### 其他學生和老師
明田川慎二郎
聲：柳田淳一／演：宮坂健太

石川朱美
聲：諏訪彩花／演：真田真帆

岩田晋一
聲：手塚弘道／演：河野宏紀

岡田愛美
聲：東內麻里子／演：尾屋葵

小田桐芭那
聲：葉山郁美／演：長田侑子

賀部成美
聲：木村珠莉／演：小林萬里子

北村良子
聲：加隈亞衣／演：近藤里沙

齋藤五郎
聲：榎木淳彌／演：小平大智

澀谷昭久
聲：天崎滉平／演：井上拓哉

清水亮
聲：木島隆一／演：岩井拳士朗

鈴木章子
聲：田澤茉純／演：塗木莉緒

高村佳織
聲：久保百合花／演：櫻井美南

田中陸
聲：西谷修一／演：影山樹生弥

栃倉千穂
聲：前川涼子／演：吉田志織

錦織拓哉
聲：山下誠一郎／演：亀田侑樹

福島龍二
聲：石谷春貴／演：福島綱紀

三上聖名子
聲：芳野由奈／演：森田想

渡邊美沙
聲：三宅麻理惠／演：堺小春

城嶋一基（聲：藤原啓治，演：荒川良良／香港配音 ： 簡懷甄）
2年2班班導兼音樂老師。是整部戲的靈魂人物。代表語句為「所謂音樂劇，不就該有奇蹟發生嗎?」

### 周邊角色
山路一春（聲：河西健吾，演：福山康平／香港配音：黃尉斯）
楊羽高中一年級學生，現任棒球隊王牌。
成瀨泉（聲：吉田羊，演：大塚寧寧／香港配音：王慧珠）
成瀨順的母親。
坂上八十八（聲：津田英三，演：三田村周三／香港配音：李家傑）
拓實的祖父。
坂上真（聲：宮澤清子，演：髙橋はすみ／香港配音：周恩恩）
拓實的祖母。
成瀬泰史（聲：野島裕史，演：平原テツ）
成瀨順的父親。

### 其他角色
蛋之妖精（聲：内山昂輝  / 香港配音 ： 張振熙）
蛋之妖精。封印順的話語的順所幻想人物。

## 製作團隊

### 工作人員
- 原作：超和平Busters[2]
- 監督：長井龍雪[2]
- 劇本：岡田麿里[2]
- 人物設計、總作画監督：田中将賀[2]
- 音樂：Clammbon、横山克[2]
- 主題曲：乃木坂46「此刻，想說話的對象」（N46Div.）[3][2]
- 演出：長井龍雪、吉岡忍、柴山智隆、林直孝、神戶洋行[2]
- 美術監督：中村隆[2]
- 道具設計：岡真里子[2]
- 色彩設計：中島和子[2]
- 攝影/CG監督：森山博幸[2]
- 編集：西山茂[2]
- 音響監督：明田川仁[2]
- 企劃/製作：清水博之、岩田幹宏[2]
- 製片人：斎藤俊輔[2]
- 動畫監製：賀部匠美[2]
- 製作代表：夏目公一朗、植田益朗、清水賢治、中村理一郎、久保雅一、落越友則、坂本健[2]
- 製作：「好想大聲說出心底的話。」製作委員會（Aniplex、富士電視台、電通、小学館、A-1 Pictures、羅森、羅森HMV娛樂）[2]
- 制作：A-1 Pictures[2]
- 配給：Aniplex[2]
- 宣傳：KICCORIT[2]

### 配音人員
- 成瀬順：水瀨祈[2]
- 坂上拓実：内山昂輝[2]
- 仁藤菜月：雨宮天[2]
- 田崎大樹：細谷佳正[2]

- 三嶋樹：村田太志[2]
- 宇野陽子：高橋李依[2]
- 江田明日香：石上静香[2]
- 相沢基紀：大山鎬則[2]
- 岩木壽則：古川慎[2]

- 城嶋一基：藤原啓治[2]

- 成瀬泉：吉田羊[2]

- 坂上八十八：津田英三[2]
- 坂上真：宮澤清子[2]
- 順的父親：野島裕史[2]
- 山路一春：河西健吾[2]

- 明田川：柳田淳一[2]
- 岩田：手塚弘道[2]
- 小田桐：葉山郁美[2]
- 北村：加隈亞衣[2]
- 渋谷：天崎滉平[2]
- 鈴木：田澤茉純[2]
- 田中：西谷修一[2]
- 錦織：山下誠一郎[2]
- 三上：芳野由奈[2]

- 石川：諏訪彩花[2]
- 岡田：東內麻里子[2]
- 賀部：木村珠莉[2]
- 斎藤：榎木淳彌[2]
- 清水：木島隆一[2]
- 高村：久保百合花[2]
- 栃倉：前川涼子[2]
- 福島：石谷春貴[2]
- 渡邊：三宅麻理恵[2]

- 搬運工：濱野大輝
- 主婦：大津愛理
- 春菜：水原薰
- 亞紀：牧野由依

- 玉子：内山昂輝[2]

## 音樂

### 主題曲
「此刻，想說話的對象」
作詞：秋元康
作曲、編曲：Akira Sunset、APAZZI
主唱：乃木坂46

### 插入曲
「Harmonia」
作詞：Kotringo
作曲・編曲：mito
主唱：Kotringo

### 劇中曲
「Over The Rainbow」
作詞 - E.Y. Harburg / 作曲：Harold Arlen / 編曲：mito / 主唱：清浦夏實
「伊勢佐木町ブルース」
作詞：川内康範 / 作曲：鈴木庸一 / 主唱：CeVIO Creative Studio
「栄光は君に輝く」
作詞：加賀大介 / 作曲：古関裕而
「青い栞」
作曲：尾崎雄貴
印象曲 「悲怆」
作詞：岡田磨里 / 作曲：路德維希·范·貝多芬 / 編曲：mito / 演唱：清浦夏實

### 音樂劇
「あこがれの舞踏会」
- 原曲 : 「Swanee」 作曲 : George Gershwin  作詞 : 岡田麿里  編曲 : ミ卜（クラムボン)
- 歌: 少女 / 仁藤菜月（CV.雨宮天)、王子（罪人）/福島龍二（CV.石谷春貴)

「光のない部屋」
- 原曲 : 「Summertime」、作曲 : George Gershwin、作詞 : 岡田麿里、編曲 : ミ卜（クラムボン）
- 歌：少女 / 仁藤菜月（CV.雨宮 天）、和声：謎のダンサー / 江田明日香（CV.石上靜香）、宇野陽子（CV.高橋李依）

「燃えあがれ」
- 原曲 : 「Dorogoj dlinnoju」、作曲 : Boris Fomin、作詞 : 岡田麿里、編曲 : ミ卜（クラムボン）
- 歌：悪い妖精 /相澤基紀（CV.大山鎬則）、岩木壽則（CV.古川慎）、石川朱美（CV.諏訪彩花）、北村良子（CV.加隈亞衣）、澀谷昭久（CV.天崎滉平）

「わたしの声」
- 原曲 : 「Greensleeves」、作詞 : 岡田麿里、  編曲 : ミ卜（クラムボン）
- 歌：少女（心之聲） / 成瀨 順（CV.水瀨祈）

「玉子の中にはなにがある」
- 原曲 : 「Around The World」、作曲 : Victor Young、作詞 : 岡田麿里、編曲 : ミ卜（クラムボン）
- 歌：王子 /坂上拓實（CV.内山昂輝）

「心が叫びだす〜あなたの名前呼ぶよ」
- 原曲 : 「Sonate Fur Klavier No 8 Pathetique Op 13 II Adagio cantabile」、作曲 : Beethoven、原曲 : 「Over The Rainbow」、 作詞 : E.Y.Harburg、 作曲 : Harold Arlem、© EMI FEIST CATALOG INC.、Permission granted by FUJIPACIFIC MUSIC INC.、日本語詞 : 岡田麿里、編曲 : ミ卜（クラムボン）
- 歌 : 少女（心之聲）/ 成瀨順（CV.水瀨祈）、王子 / 田崎大樹（CV.細谷佳正）、少女 / 仁藤菜月（CV.雨宮天）、 王子 / 坂上拓實（CV.内山昂輝）、世界の人々 / 宇野陽子（CV.高橋李依）、相澤基紀（CV.大山鎬則）、明田川慎二郎（CV.柳田淳一）、岩田晋一（CV.手塚弘道）、清水亮（CV.木島隆一）、鈴木章子（CV.田澤茉純）、栃倉千穂（CV.前川涼子）、錦織拓哉（CV.山下誠一郎）、三上聖名子（CV.芳野由奈）、渡邊美沙（CV.三宅麻理惠）、江田明日香（CV.石上靜香）、岩木壽則（CV.古川 慎）、石川朱美（CV.諏訪彩花）、岡田愛美（CV.東內麻里子）、 小田桐芭那（CV.葉山郁美）、賀部成美（CV.木村珠莉）、北村良子（CV.加隈亞衣）、澀谷昭久（CV.天崎滉平）、高村佳織（CV.久保百合花）、福島龍二（CV.石谷春貴）

## 上映

### 票房
- 上映最初5日內（2015年9月19日~23日），票房超過3億日元，入場觀眾23.5萬人。
- 上映第11天（9月29日），票房突破5億日元（比《未聞花名》劇場版早1天超過5億），累計觀眾達到38萬人。
- 上映第28天（10月16日），票房突破8億日元，累計觀眾達到62萬人。
- 上映第44天（11月1日），票房突破10億日元，累計觀眾達到74萬人。

## 發行書籍

### 漫畫
2015年7月8日起、小学館的免費漫畫應用程式「MangaONE」與漫畫網站「裏Sunday」開始連載；2016年7月13日連載結束。
- 超和平BUSTERS（原作）、阿久井真（作畫） 小學館〈裏少年Sunday Comics〉全4卷。

| 冊數 | 小學館        | 小學館                 | 尖端出版社     | 尖端出版社            |
| 冊數 | 發售日期      | ISBN                   | 發售日期       | ISBN                  |
| ---- | ------------- | ---------------------- | -------------- | --------------------- |
| 1    | 2015年9月11日 | ISBN 978-4-09-126438-1 | 2016年11月18日 | ISBN 978-957-107032-2 |
| 2    | 2016年2月12日 | ISBN 978-4-09-127026-9 | 2016年11月18日 | ISBN 978-957-107033-9 |
| 3    | 2016年4月12日 | ISBN 978-4-09-127199-0 | 2016年12月9日  | ISBN 978-957-107106-0 |
| 4    | 2016年8月12日 | ISBN 978-4-09-127370-3 | 2016年12月9日  | ISBN 978-957-107107-7 |

### 輕小說
由豊田美加執筆、小學館文庫發售、全1卷。
| 冊數 | 小學館        | 小學館                 | 尖端出版社    | 尖端出版社            |
| 冊數 | 發售日期      | ISBN                   | 發售日期      | ISBN                  |
| ---- | ------------- | ---------------------- | ------------- | --------------------- |
| 1    | 2015年9月13日 | ISBN 978-4-09-406212-0 | 2016年12月9日 | ISBN 978-957-107027-8 |

## 真人電影
2017年7月22日上映，臺灣於2017年12月8日上映。
工作人員
- 監督 - 熊澤尚人
- 劇本 - まなべゆきこ
- 發行 - Aniplex

演員列表
- 坂上拓実 - 中島健人 (Sexy Zone)[10]（中学生 - 狩野見恭兵[11]）
- 成瀬順 - 芳根京子[10]（5歳 - 平尾菜菜花[12]）
- 仁藤菜月 - 石井杏奈（E-girls）[10]（中学生 - 森七菜[13]）
- 田崎大樹 - 寬一郎[10]
- 三嶋樹 - 西山潤[14]
- 山路一春 - 福山康平[15]
- 相沢基紀 - 上川周作[14]
- 岩木寿則 - 川村亮介[14]
- 江田明日香 - 金澤美穂[14]
- 宇野陽子 - 萩原農[14]
- 揚羽高校の女子生徒 - 水瀨祈[16]
- 渋谷昭久 - 井上拓哉[14]
- 清水亮 - 岩井拳士朗[14]
- 岡田愛美 - 尾屋葵[14]
- 田中陸 - 影山樹生弥[14]
- 錦織拓哉 - 亀田侑樹[14]
- 岩田晋一 - 河野宏紀[14]
- 斎藤五郎 - 小平大智[14]
- 賀部成美 - 小林万里子[14]
- 北村よし子 - 近藤里沙[14]
- 渡辺美沙 - 堺小春[14]
- 高村佳織 - 桜井美南[14]
- 石川朱美 - 真田真帆[14]
- 小田桐芭那 - 長田侑子[14]
- 鈴木章子 - 塗木莉緒[14]
- 福島竜二 - 福島綱紀[14]
- 明田川慎二郎 - 宮坂健太[14]
- 三上聖名子 - 森田想[14]
- 栃倉千穂 - 吉田志織[14]
- 後輩野球部員 - 吉田翔[17]、渋谷龍生[17]、川合諒[17]
- クラスの男子 - 林吾[18]、中澤準[18]
- マジシャン - ANXRA[19]
- ジュディ・ガーランド風の少女 - セレステ・イシイ[20]
- 成瀬泰史 - 平原テツ[21]
- 拓実の母 - 赤間麻里子[22]
- 泰史の浮気相手 - 松山愛里[23]
- 大慈寺住職 - 荒谷清水[24]
- 成瀬家の近所のおばさん - 稲川実代子[25]
- 司会者 - 俵木藤汰[26]
- 坂上八十八 - 三田村周三[27]
- 坂上シン - 髙橋かすみ[28]
- 城嶋一基 - 荒川良良[14]
- 成瀬泉 - 大塚寧寧[14]

## 外部連結
- 好想大聲說出心底的話 官方網站（页面存档备份，存于）
- 好想大聲說出心底的話。的X（前Twitter）
- 好想大聲說出心底的話。的Facebook專頁